# Krämerbrücke

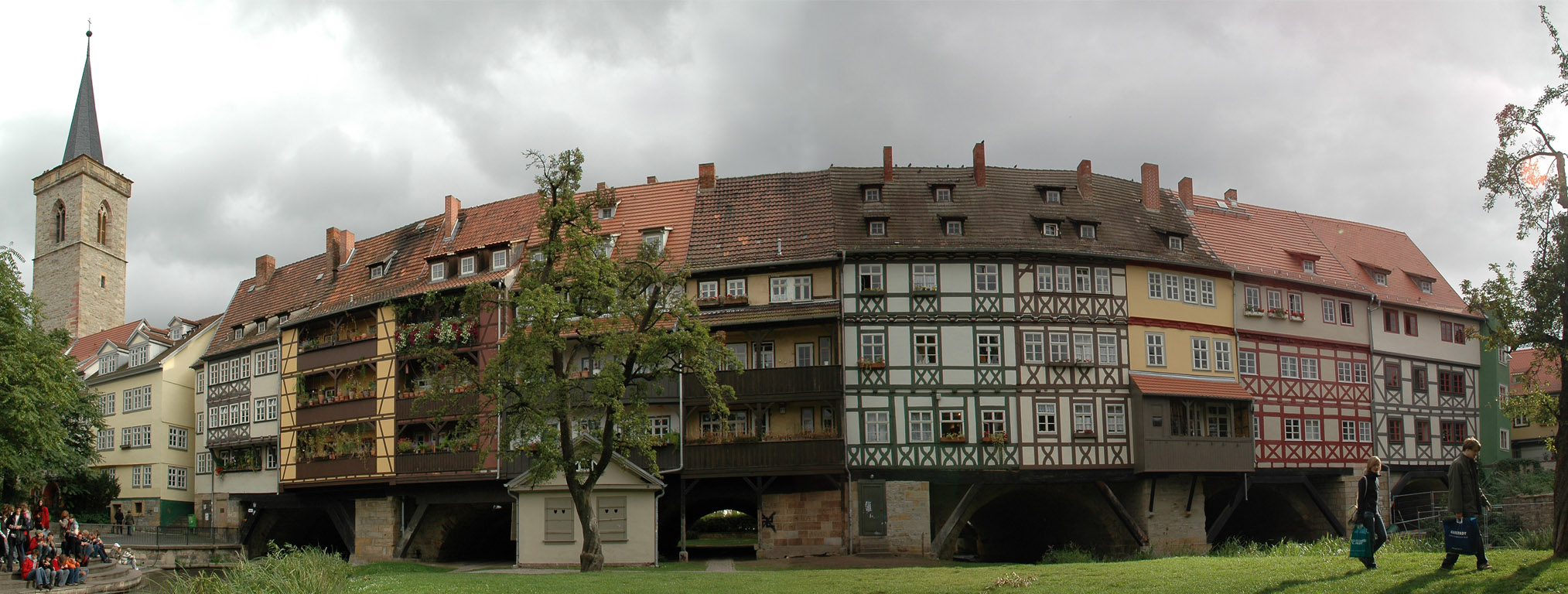
Lado norte da Krämerbrücke

A Krämerbrücke (em português: ponte dos mercadores) é uma ponte em arco medieval na cidade alemã de Erfurt, na Turíngia, composta por lojas e casas em enxaimel dos dois lados de uma rua de paralelepípedos. É uma das poucas pontes no mundo inteiro com construções habitadas. Essa ponte tem sido continuamente habitada por mais de 500 anos, mais que qualquer outra ponte na Europa. A ponte de pedra, pedestrianizada, datada de 1325, é uma das mais antigas estruturas em Erfurt. Liga o Breitstrom, um braço do rio Gera e conecta duas praças - Benediktsplatz e Wenigemarkt.

## Estrutura

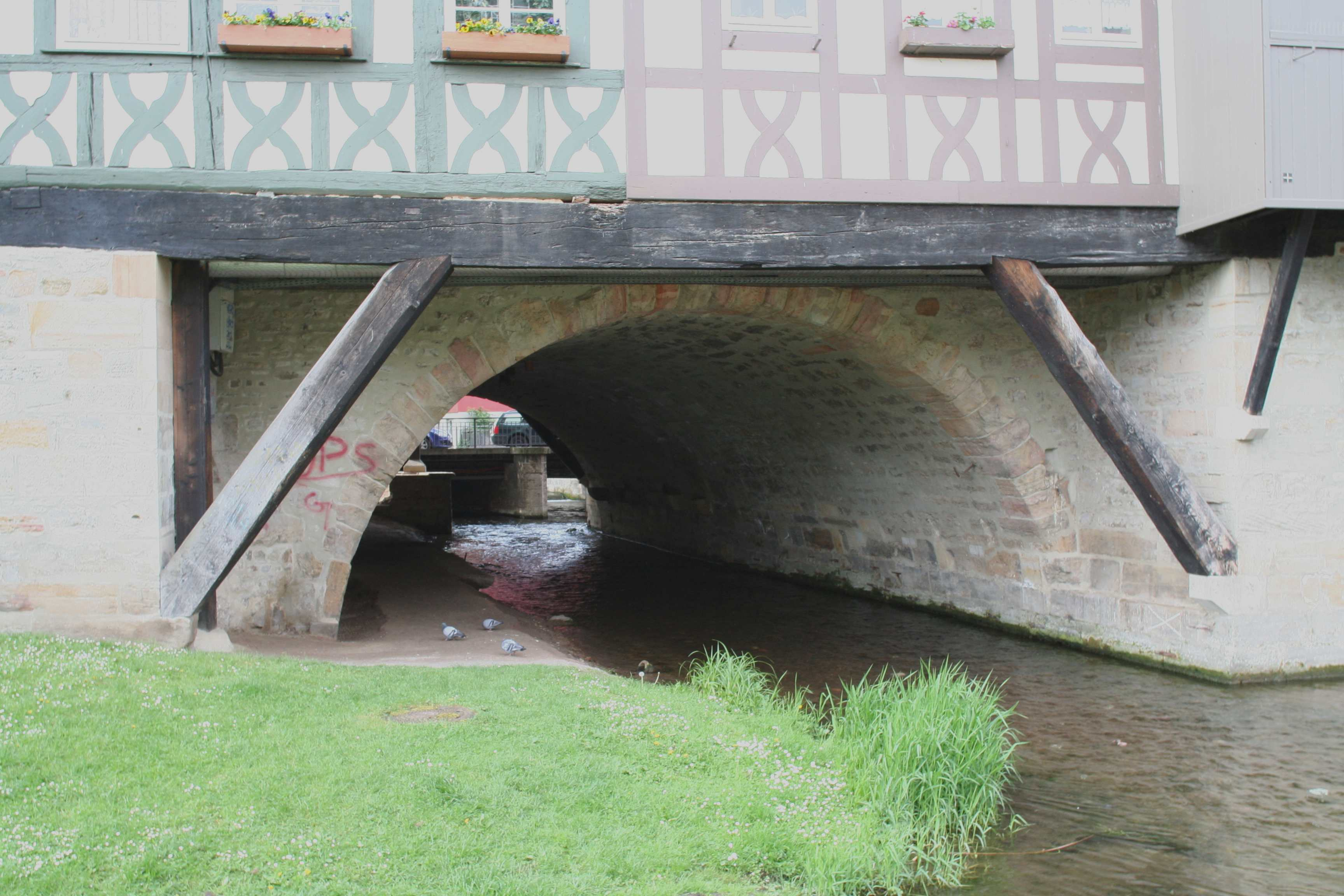
Um arco da Krämerbrücke, com Sprengwerk de madeira na frente

De ponta a ponta, a Krämerbrücke mede 125 metros no total. A ponte de pedra, construída em 1325, possui calcário e arenito na construção, com seis arcos de 5,5 a 8 metros de largura. A secção da ponte sustentada pelos seis arcos possui 79 metros de comprimento. Inicialmente, tendas de madeira foram construídas no topo da ponte de pedra para a venda de produtos.
A ponte originalmente possuía igrejas de pedra nos dois extremos, nos quais portais foram erguidos - a igreja de São Bento no lado oeste e a igreja de Santo Egídio no lado leste, o único que se manteve, que anteriormente era uma capela, cuja existência foi mencionada em 1110. O arco da igreja, através do qual se ingressa na  Krämerbrücke, possui 3,75 metros de largura e 3,25 metros de altura.
A construção das casas sobre a ponte foi completada em 1486, após um incêndio em 1472 que destruiu quase metade da cidade e todas as construções na ponte de pedra. Há 62 construções em enxaimel construídas em cada lado da ponte de pedra, criando uma rua entre as duas linhas de construções.. São as mais longas sequências de construções habitadas de qualquer ponte europeia.
As casas de três pavimentos têm entre 13 a 15 metros de altura. Para torná-las habitáveis, a largura da ponte foi estendida usando-se Sprengwerke (treliças) de madeira junto aos arcos abobadados, de modo que as construções possuem parte de sua extensão em balanço sobre o rio,. A largura total da ponte, tal como completada em 1486, é de 26 metros. A via entre as duas linhas de construções, possui 5,5 metros de largura. Posteriormente, as pequenas casas foram gradualmente fundidas e atualmente há 32 casas na ponte. Há lojas no térreo e espaço residencial nos pavimentos superiores.

## História

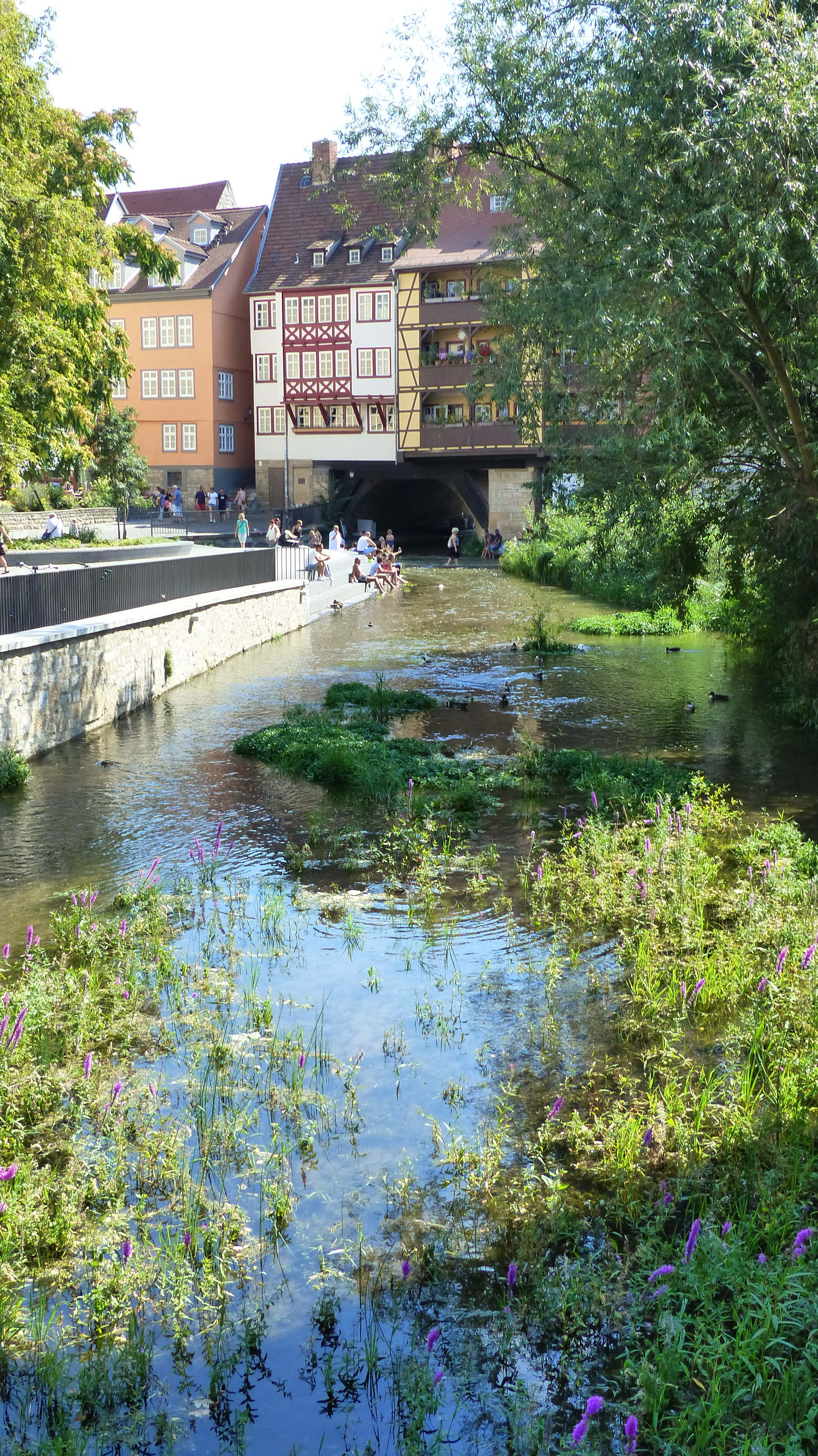
Lado norte, a ponte vista a partir do rio (2016)

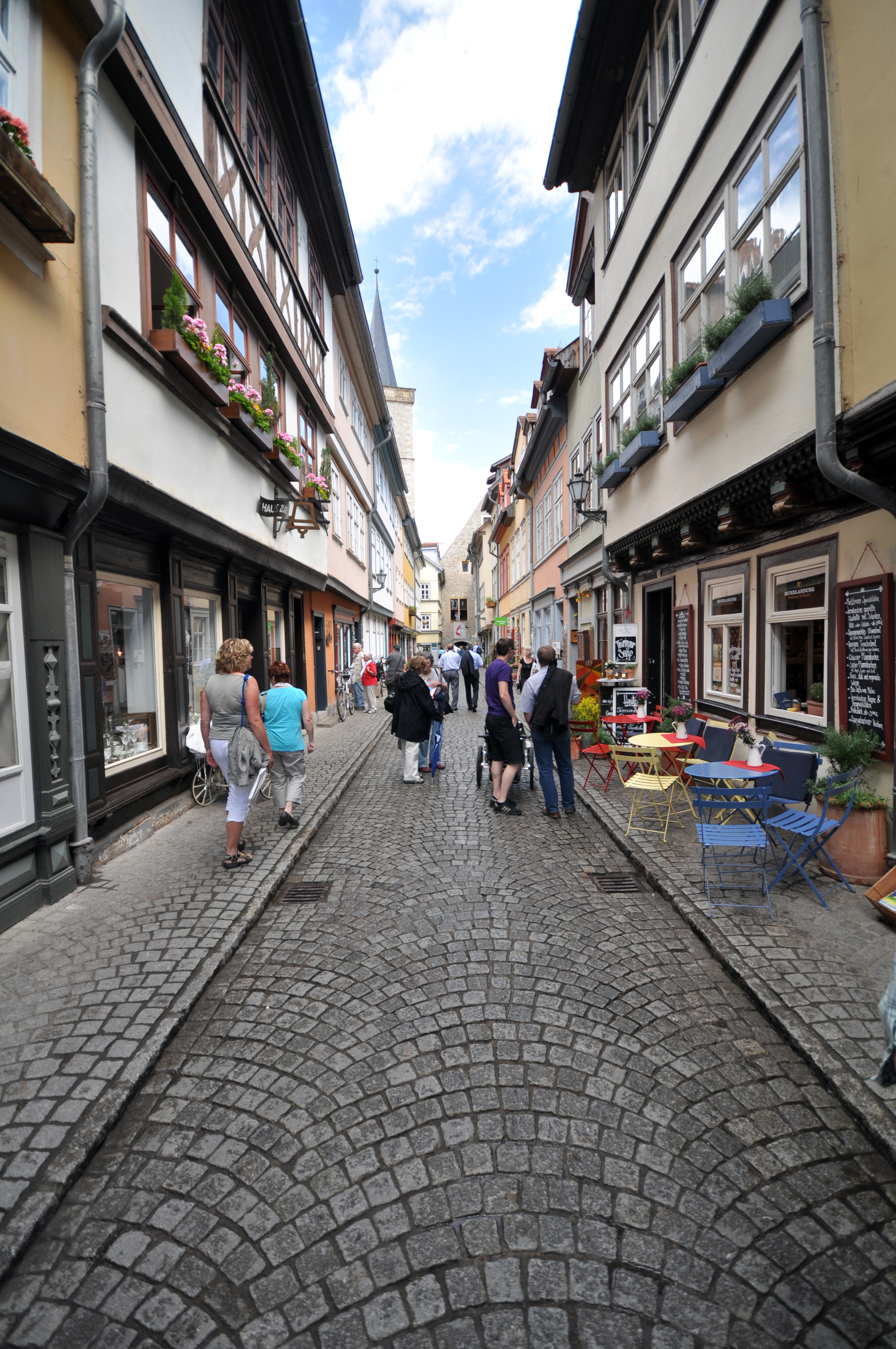
Visão no nível da rua

A ponte fazia parte da Via Regia, um conjunto de caminhos medievais usado por mercadores e peregrinos, que ligava Roma ao Mar Báltico e Moscou] a Santiago de Compostela, no noroeste da Espanha. A Krämerbrücke situa-se na rota do rio Reno à Silésia..  É uma das principais rotas do Caminho de Santiago. Erfurt situava-se numa das principais encruzilhadas da Via Regia e assim tornou-se um importante centro de comércio na Idade Média, fazendo parte da Liga Hanseática.
Uma ponte de madeira foi construída em algum momento entre os séculos VIII e XI., depreendido pela menção em 1117 a um incêndio que a destruiu. O primeiro relato escrito a uma “pons rerum venalium”, i.e. "uma ponte de mercadores", nesse lugar data de 1156. Mercadores e comerciantes já haviam instalado lojas dos dois lados dap onte nessa época.  O nome Krämerbrücke, que significa "ponte dos mercadores", está em uso comum pelo menos desde 1510.
Houve incêndios na ponte de madeira em 1175, 1178, 1213, 1222, 1245, 1265 e 1293. A ideia de construir uma ponte de pedra foi posta em discussão após o incêndio de 1265 e em 1293 a administração municipal adquiriu todos os direitos sobre a ponte dos monastérios, que negociavam bens na ponte. Entretanto, a ponte de pedra somente foi concluída em 1325.. 
Pelos primeiros 100 anos após a construção da ponte de pedra, principalmente a produção local era vendida em suas loja. Havia vários monastérios importantes em Erfurt, incluindo o de Santo Agostinho, no qual Martinho Lutero mais tarde veio a se tornar monge;  o dominicano, no qual o místico Meister Eckhart (c. 1260 - 1328) foi líder e o beneditino de São Pedro e São Paul que se situava onde hoje fica a cidadela de Petersberg. Havia lojas na ponte que vendiam "Apoteki", tais como ervas medicinais para curas e uso culinário, vinho e vegetais.
Posteriormente, bens como papel, objetos de ourivesaria, seda, temperos, perfumes orientais e incenso vinham de lugares a até 7000 quilômetros eram vendidos na ponte, e corante azul produzido localmente, bem muito valorizado na época e que deu fama a Erfurt, era vendido a mercadores que o negociavam em toda a Europa.
Durante os Séculos XVI e XVII, após a construção das atuais casas de enxaimel, comerciantes tais como fabricantes de brinquedos, peleiros e de passementerie, assim como tingidores de couro começaram a operar lojas na ponte. Em 1624 o conselho deu autorização para músicos de rua tocarem na ponte e em suas adjacências, com flautas, violinos, trompetes, etc. Músicos de rua ainda tocam na ponte hoje: tanto a música tradicional quanto a contemporânea fazem parte da já tradicional Krämerbrückenfest.

### Séculos XIX e XX
A igreja de São Bento, na cabeceira oeste da ponte, foi vendida em 1807, e com exceção de sua torre, foi demolida em 1810, com o objetivo de ser substituída por uma nova edificação. Em 1895 a torre também foi demolida para dar espaço para a construção da Rathausbrücke (a ponte da prefeitura), que cruza o rio paralelamente à Krämerbrücke no seu lado sul. Durante o planejamento para a construção da Rathausbrücke, chegou-se a aventar a ideia de demolir completamente a Krämerbrücke. Em 1945, as casas de números 11 a 14 foram atingidas em um bombardeio aéreo dos Aliados, com a casa de número 12 tendo sido completamente destruída. As casas foram reconstruídas em 1954. Uma restauração extensiva de toda a estrutura da ponte, inclusive os arcos de pedra foi realizada pelo governo alemão-oriental entre 1985 e 1986. Desde então, veículos até 11 toneladas podem circular na ponte, ainda que esta tenha sido pedestrianizada, com autorização de circulação apenas para veículos de entrega e manutenção em horários restritos. Desde 1990 a ponte tem estado sob manutenção contínua. Mais de um milhão de euros foram gastos na ponte.

## A Krämerbrücke hoje

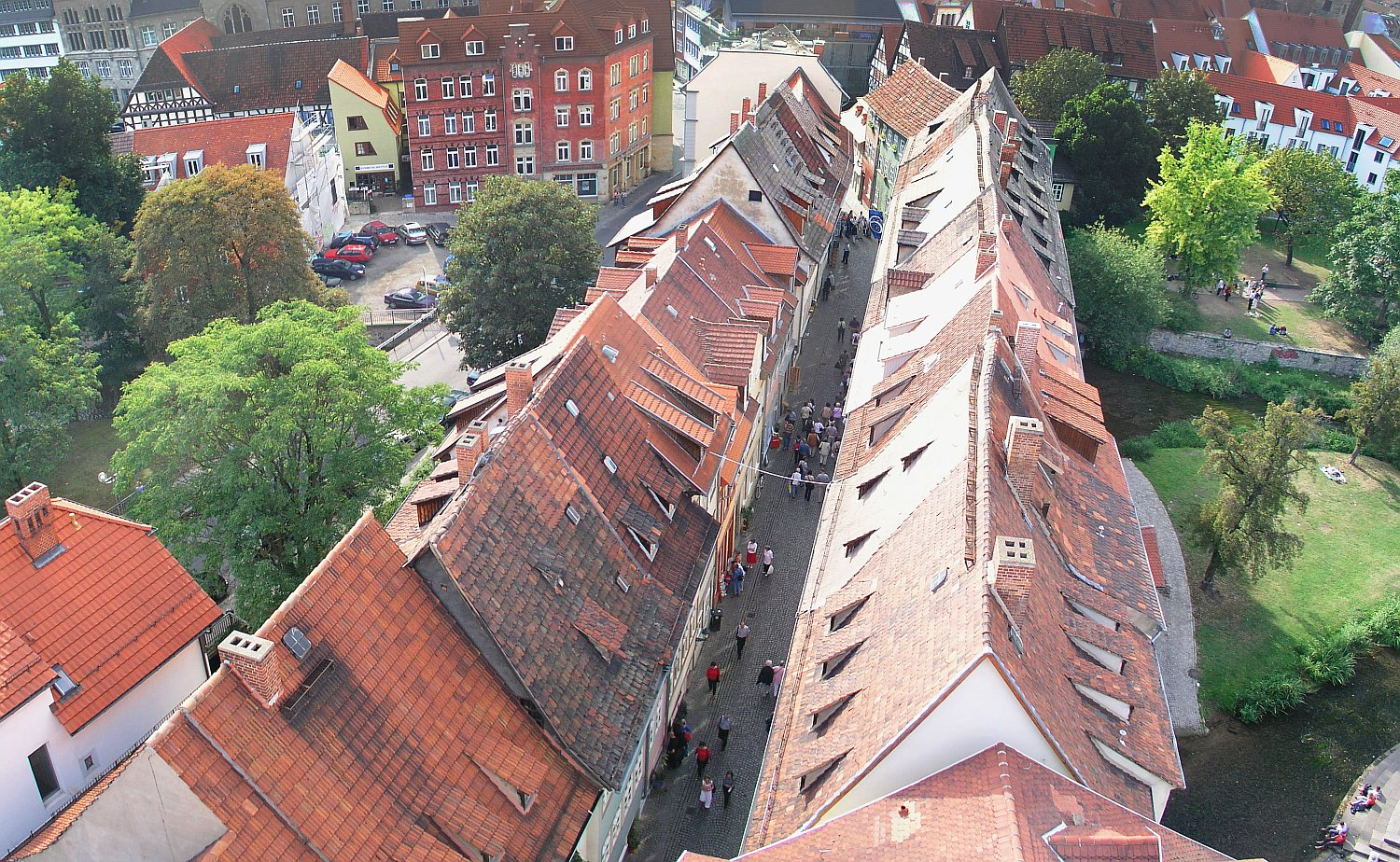
A Krämerbrücke vista da torre de St. Ägidien

A ponte ainda é uma importante passagem para os locais, assim como é um dos principais pontos turísticos da cidade, possuindo o mesmo uso há mais de 500 anos. Por volta de 80 pessoas vivem na ponte. As lojas no térreo abrigam lojas de artesãos, empórios, antiquários, lojas de vinho, galerias de arte, cafés, etc. Uma padaria opera no extremo oeste. Os níveis superiores abrigam muitas casa. Exceto pelas construções de números 15, 20, 24 e 33, todos os demais edifícios na ponte são de propriedade do município.  Nos tempos medievais, os edifícios não eram numerados e a grande maioria da população era analfabeta, assim distintivos eram pendurados na frente das construções ou na porta das casa, de modo que a casa e seus habitantes pudessem ser rapidamente identificados. Exemplos disso podem ainda ser vistos na ponte, assim como as portas originais, que podem ser seculares.
A Stiftung Krämerbrücke (Fundação Krämerbrücke) foi fundada em 1996 pelo conselho municipal. Ela é responsável pela manutenção da ponte e pela promoção de sua história. A fundação controla estritamente quais tipos de negócios podem operar na ponte para garantir que tudo se mantenha conforme as raízes históricas. Na “Haus der Stiftung” (Krämerbrücke 31) há uma exposição permanente sobre a história da ponte. O centro de informações também oferece informações sobre as organizações que garantem que a ponte seja apropriadamente cuidada e mantida:
- Stiftung Krämerbrücke (Fundação Krämerbrücke)
- Deutsche Stiftung Denkmalschutz (Fundação Alemão para a Proteção de Monumentos)
- Elisabeth and Fritz Thayssen Stiftung Hamburg

## Krämerbrückenfest
A Krämerbrückenfest é um importante festival, atraindo mais de 130000 visitantes anualmente.A festa, que dura três dias, é realizada na terceira semana de junho desde 1975, consistindo numa celebração da ponte e da cultura da Idade Média. O festival é oficialmente aberto por um ator no papel do personagem folclórico Till Eulenspiegel, que segundo a lenda visitou Erfurt e enganou os professores da universidade local de que ele ensinara um burro a ler.

## Galeria

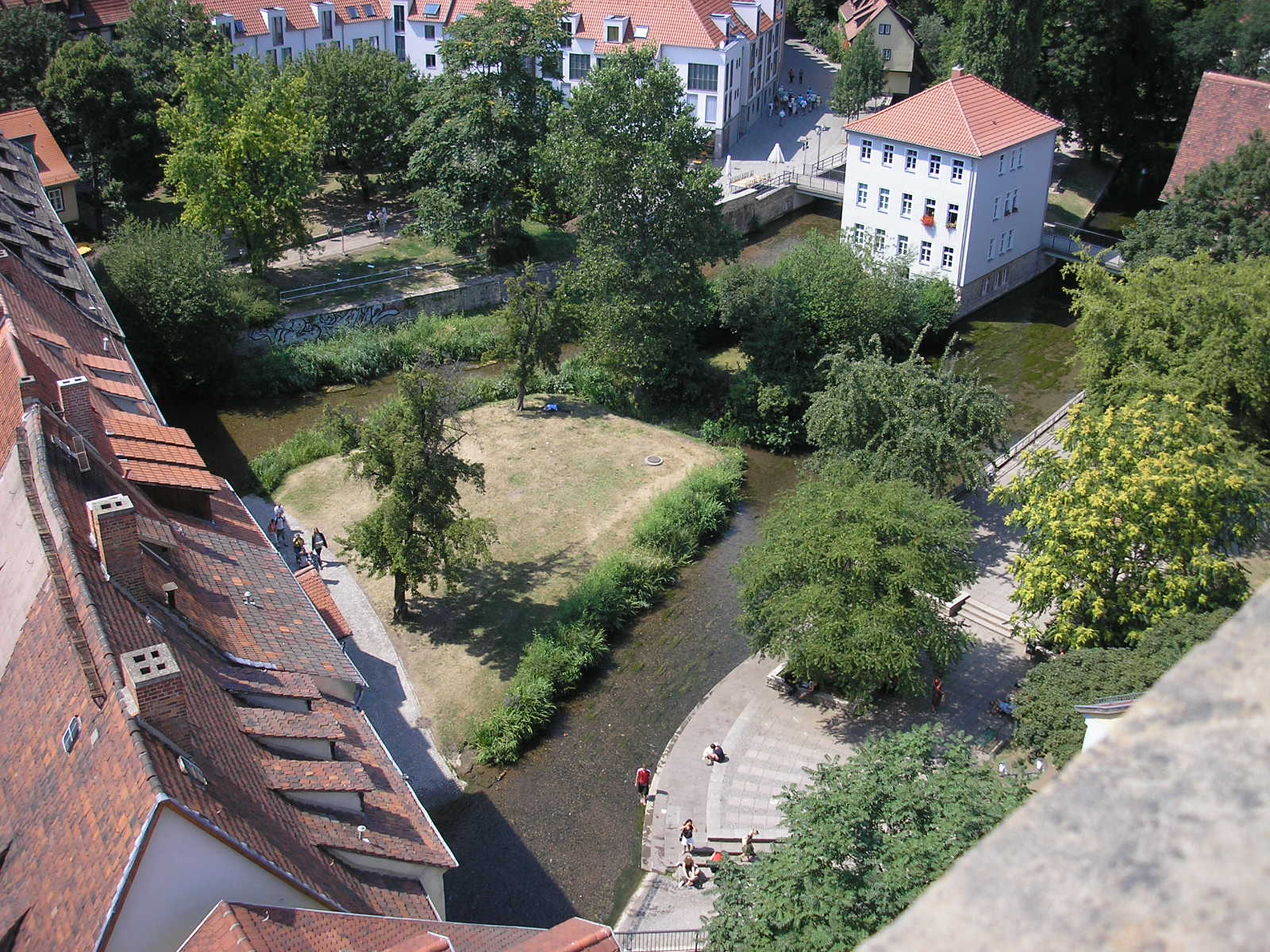
Visão aérea, lado norte (2006)
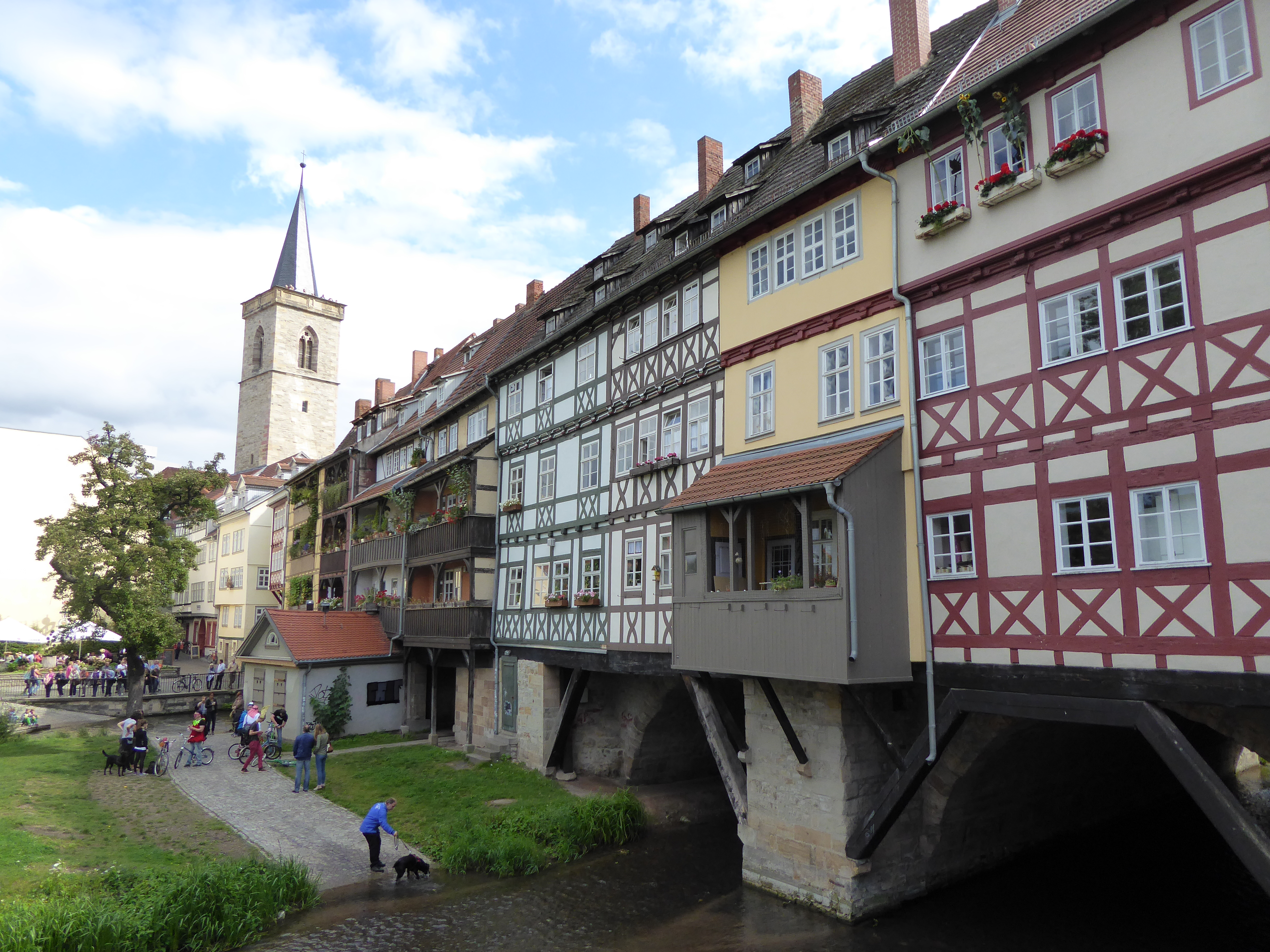
Lado norte (2014)
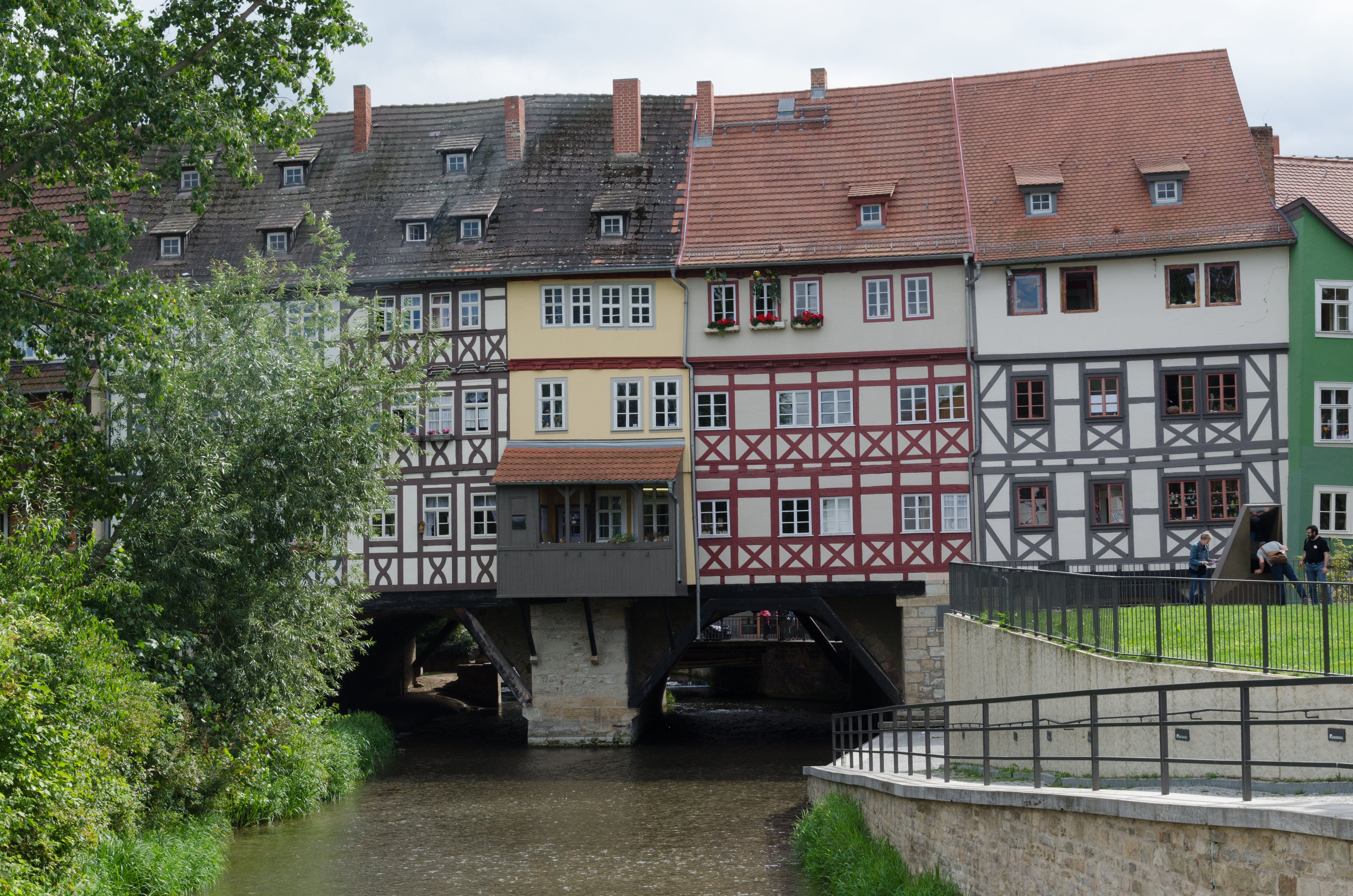
Lado norte, a Krämerbrücke vista do Rio Gera (2014)
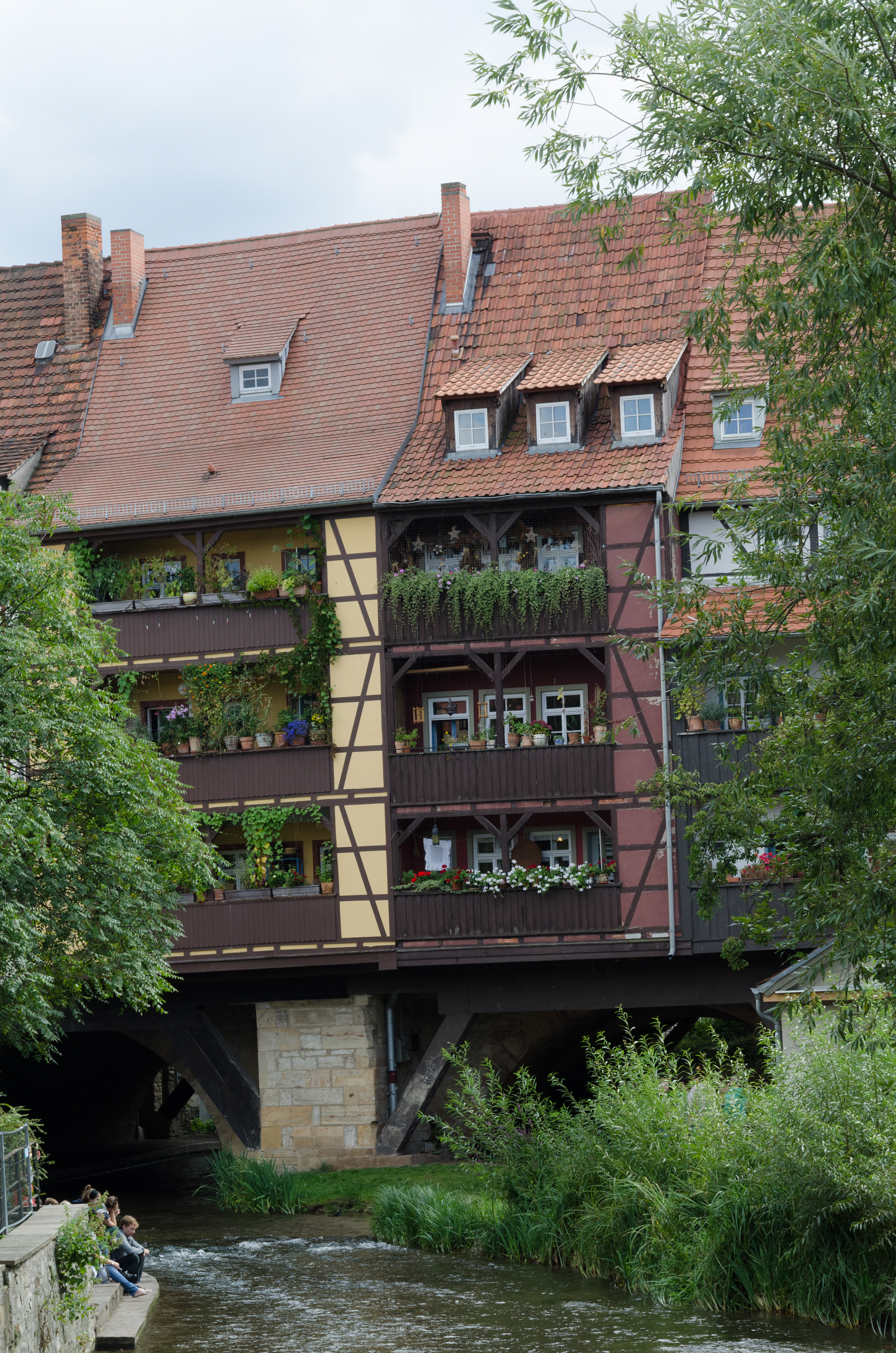
Varandas
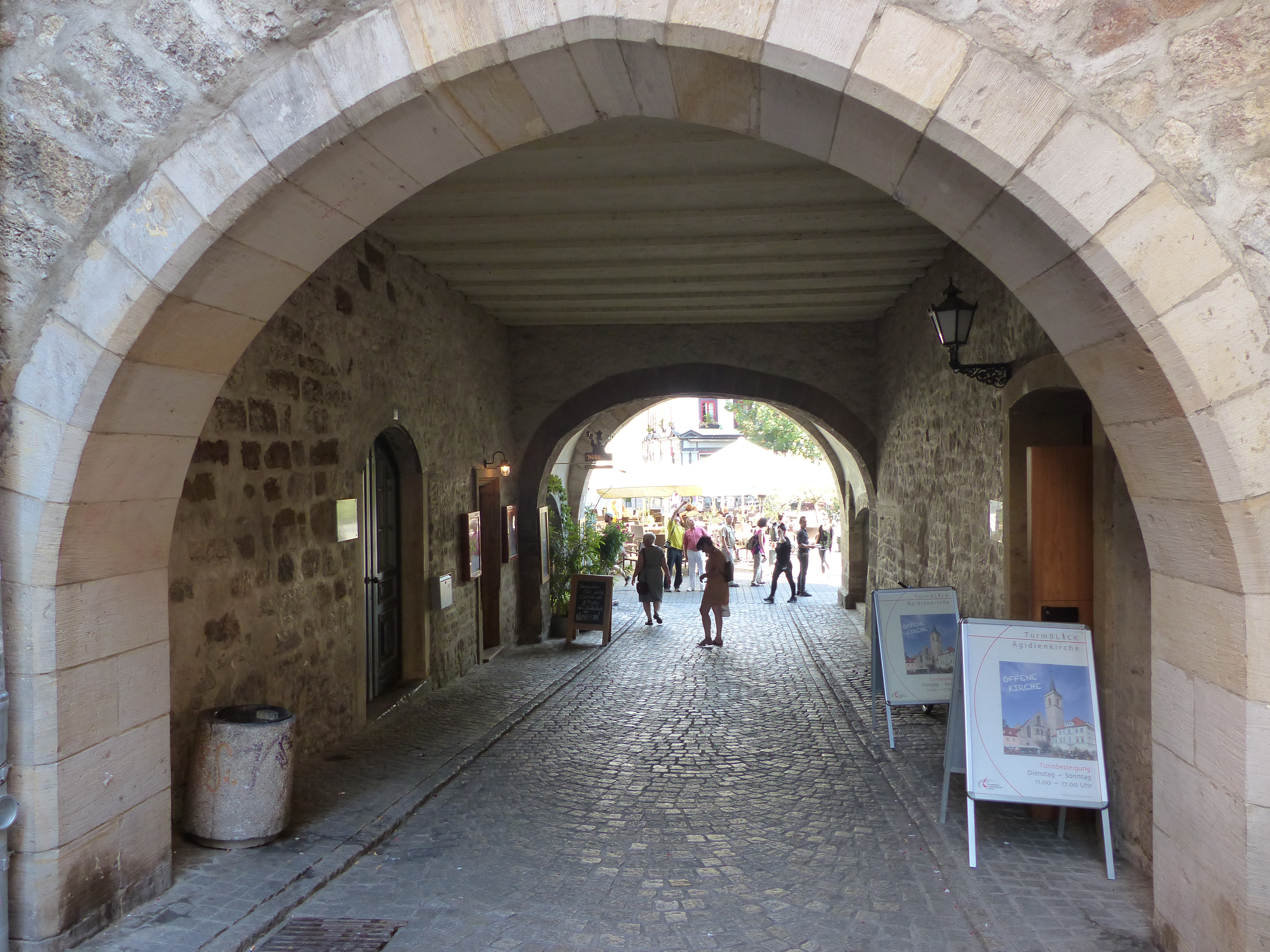
A partir da Krämerbrücke em direção à Wenigemarkt pelo arco da Igreja de Santo Egídio
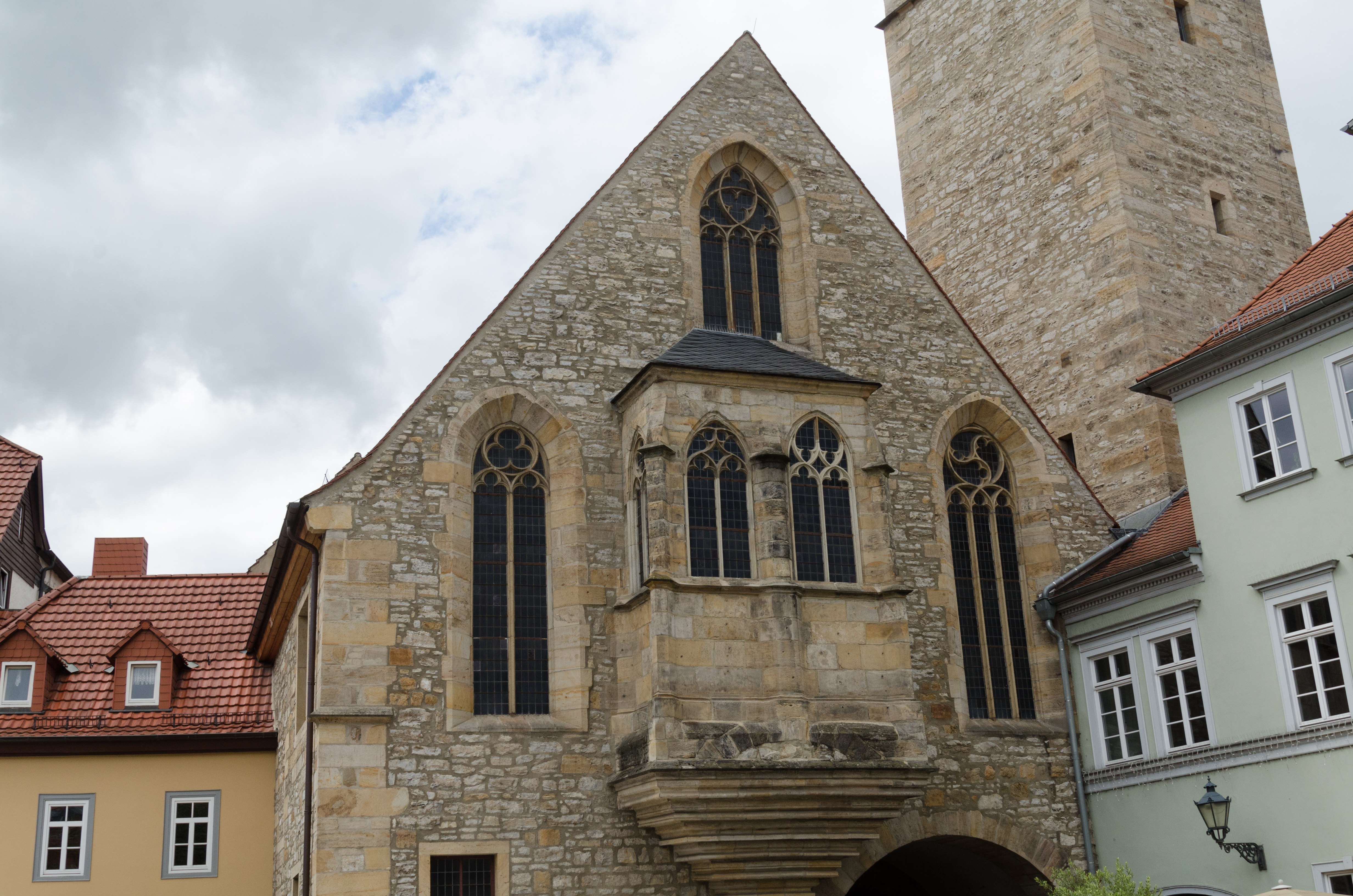
Igreja de Santo Egídio a partir da Wenigemarkt
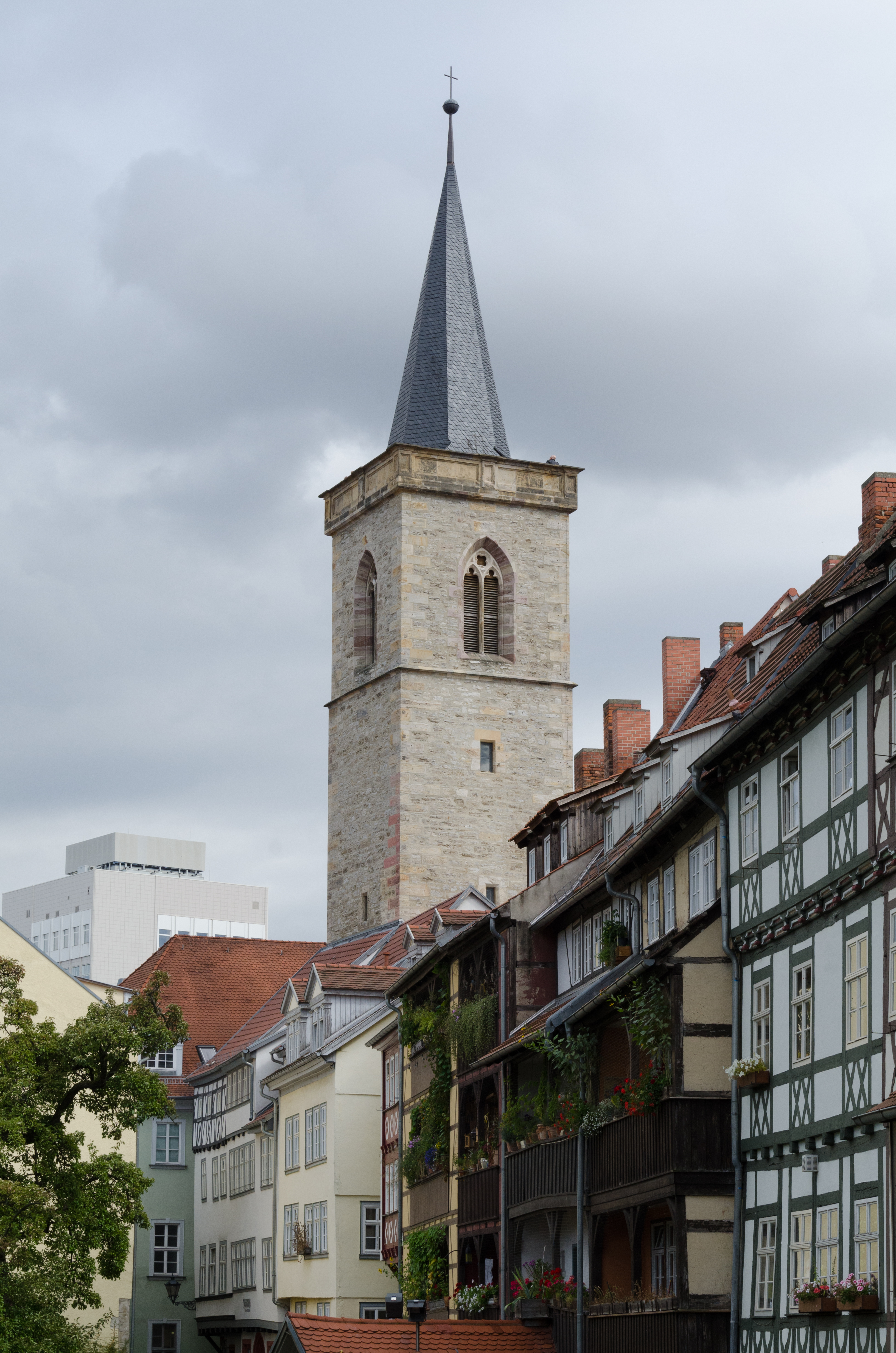
Lado norte, Krämerbrücke e torre da igreja de Santo Egídio
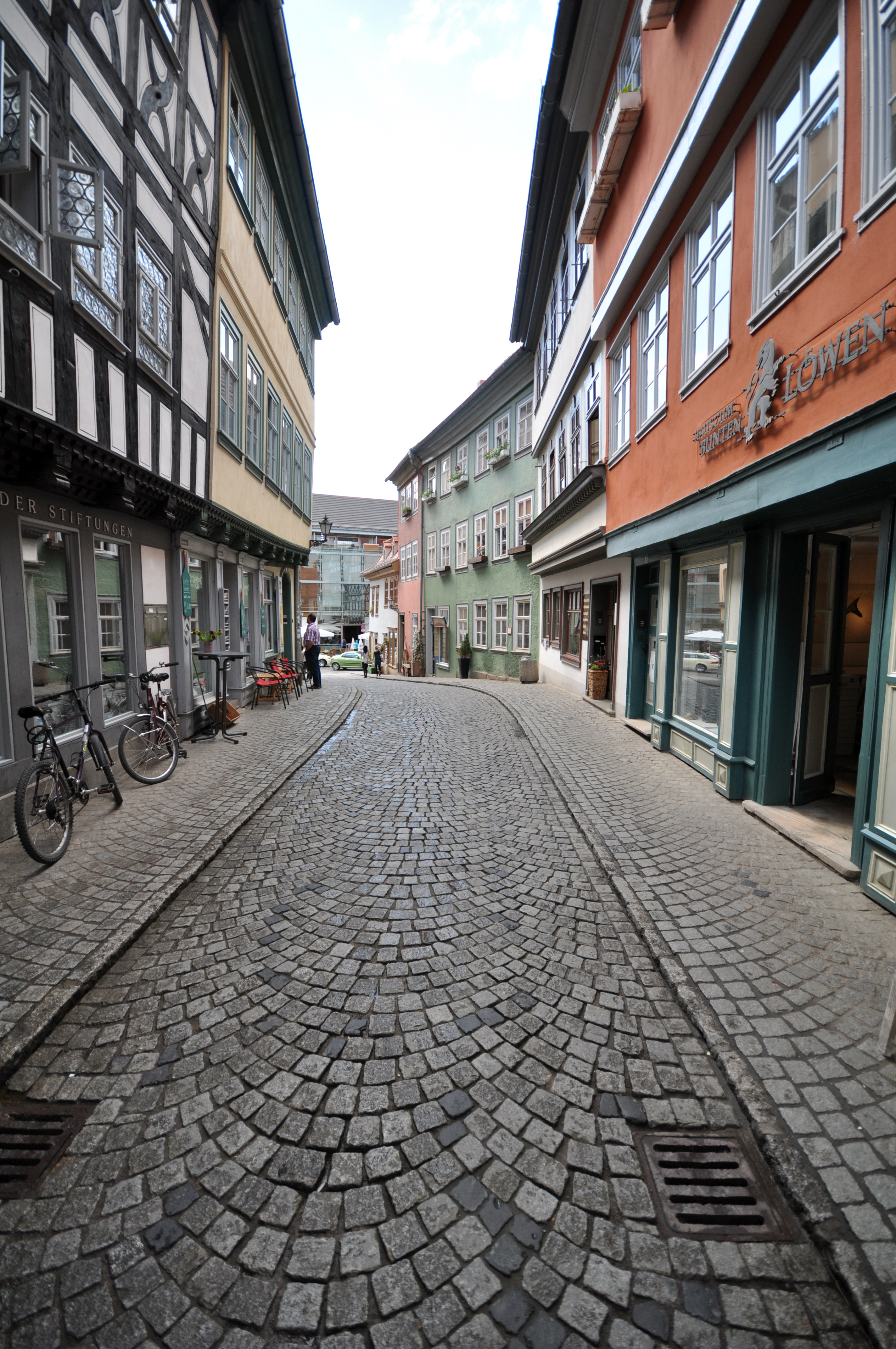
Rua Krämerbrücke sentido oeste (2011)
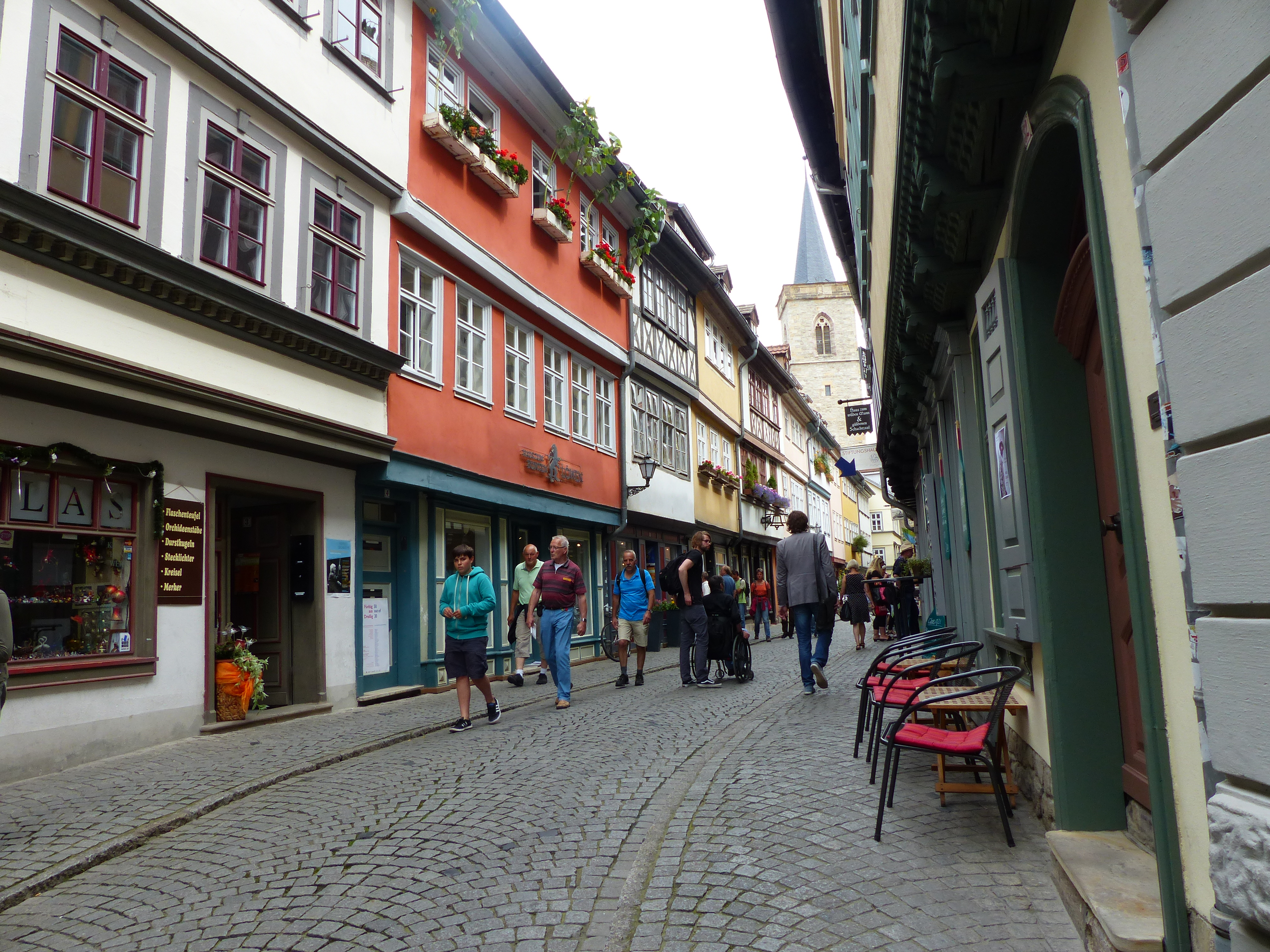
Rua Krämerbrücke sentido leste (2014)
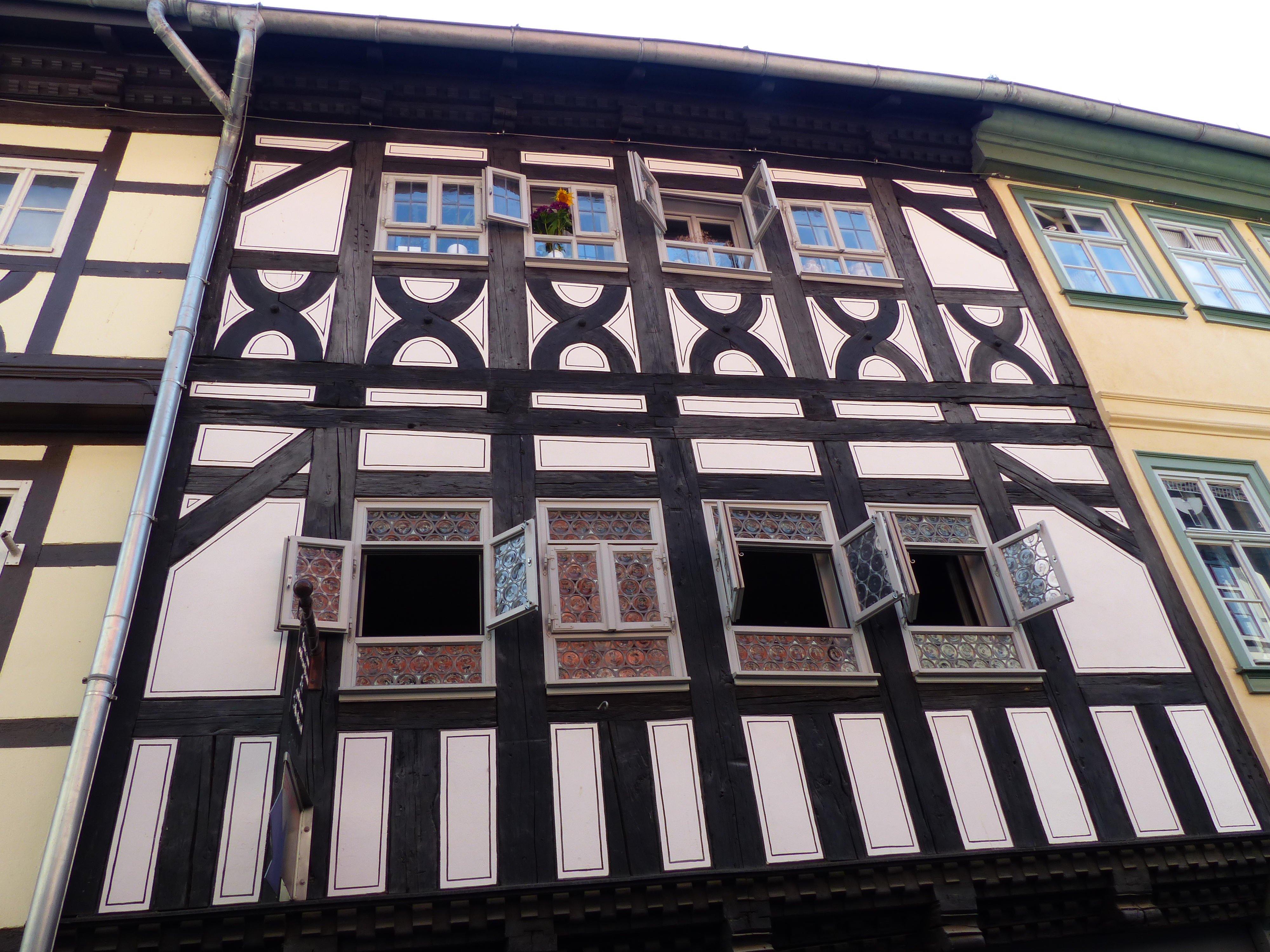
Detalhes da construção
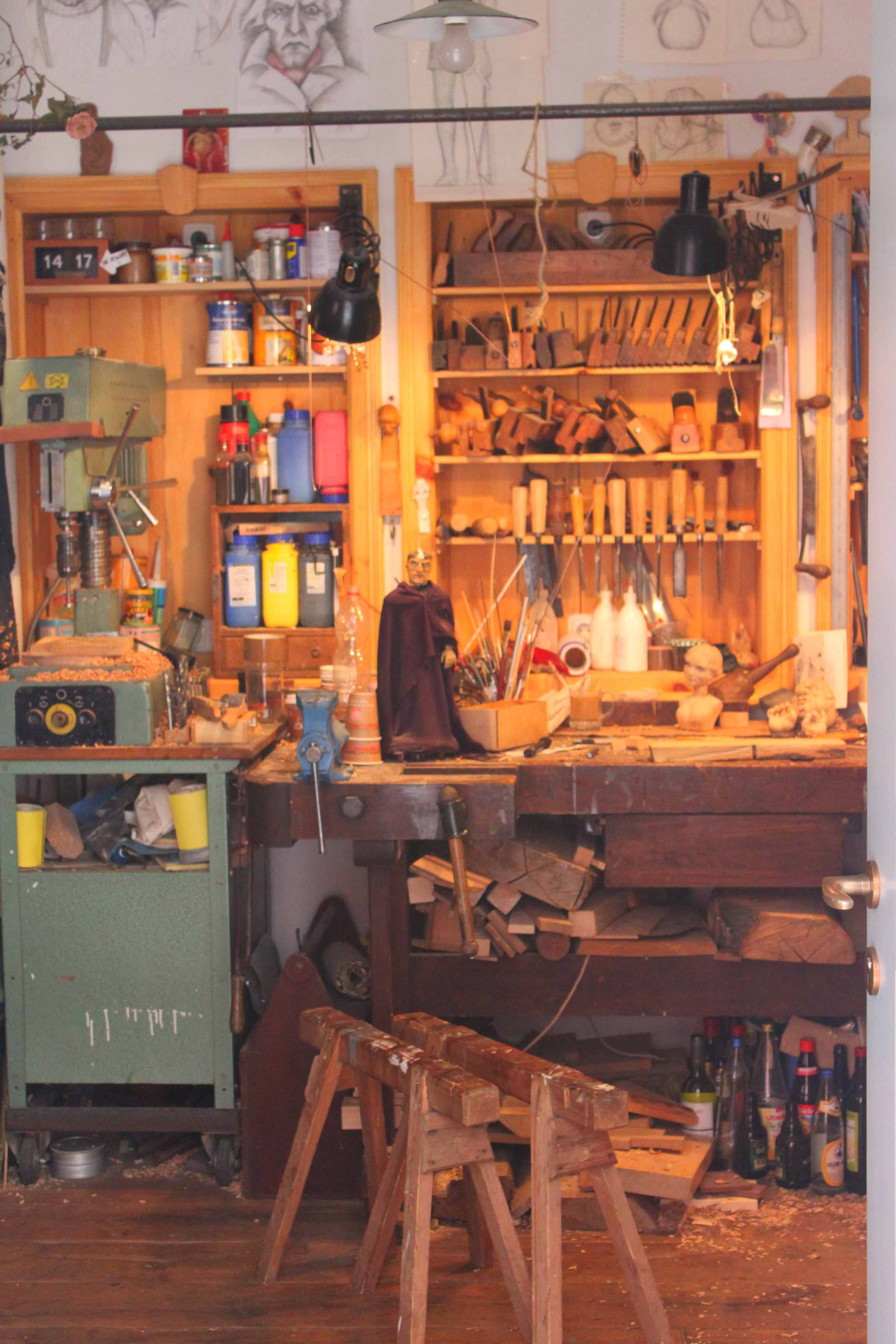
Dentro da loja de fantoches
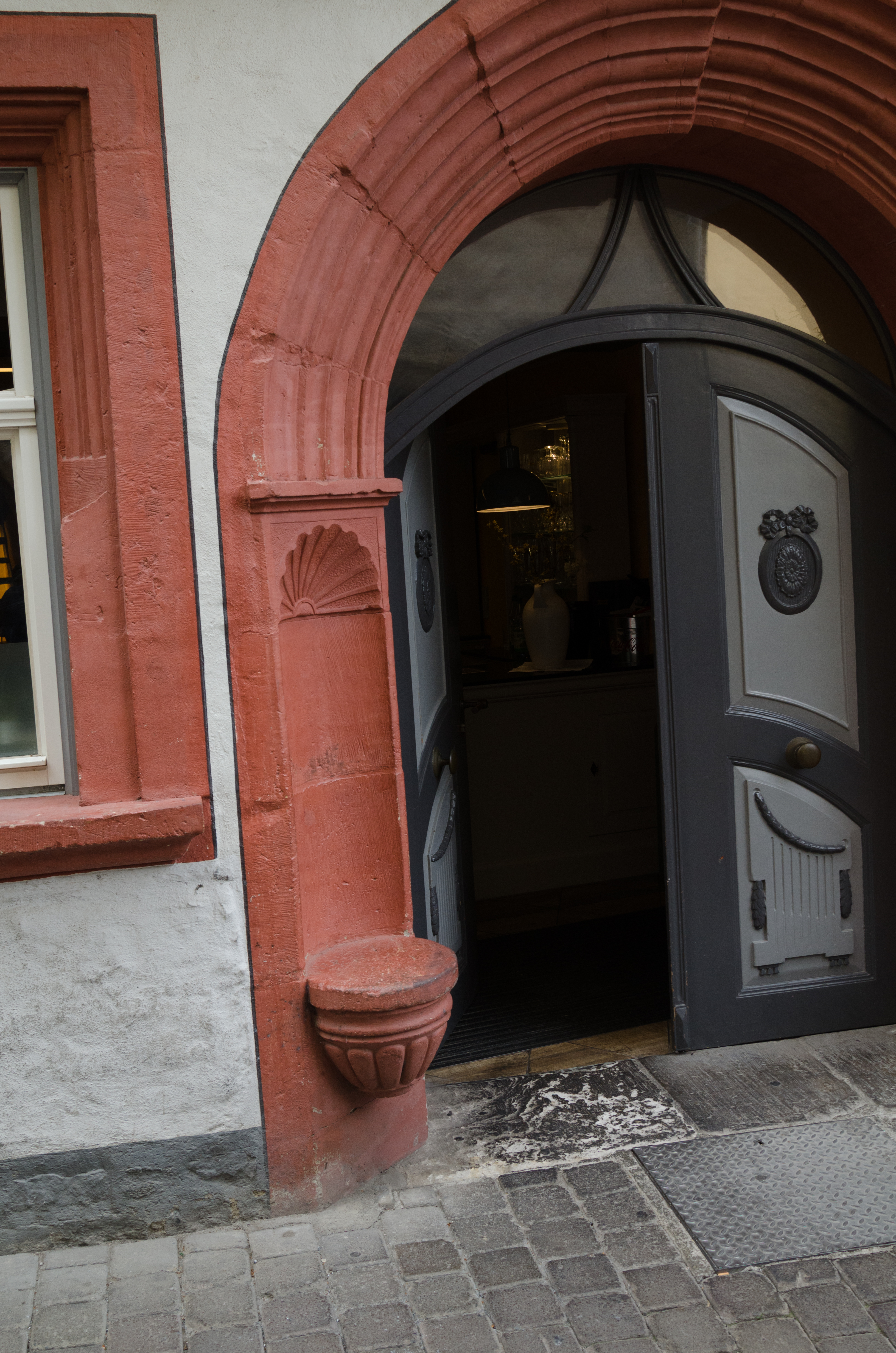
Soleira (c. 1560); porta (c.1800)
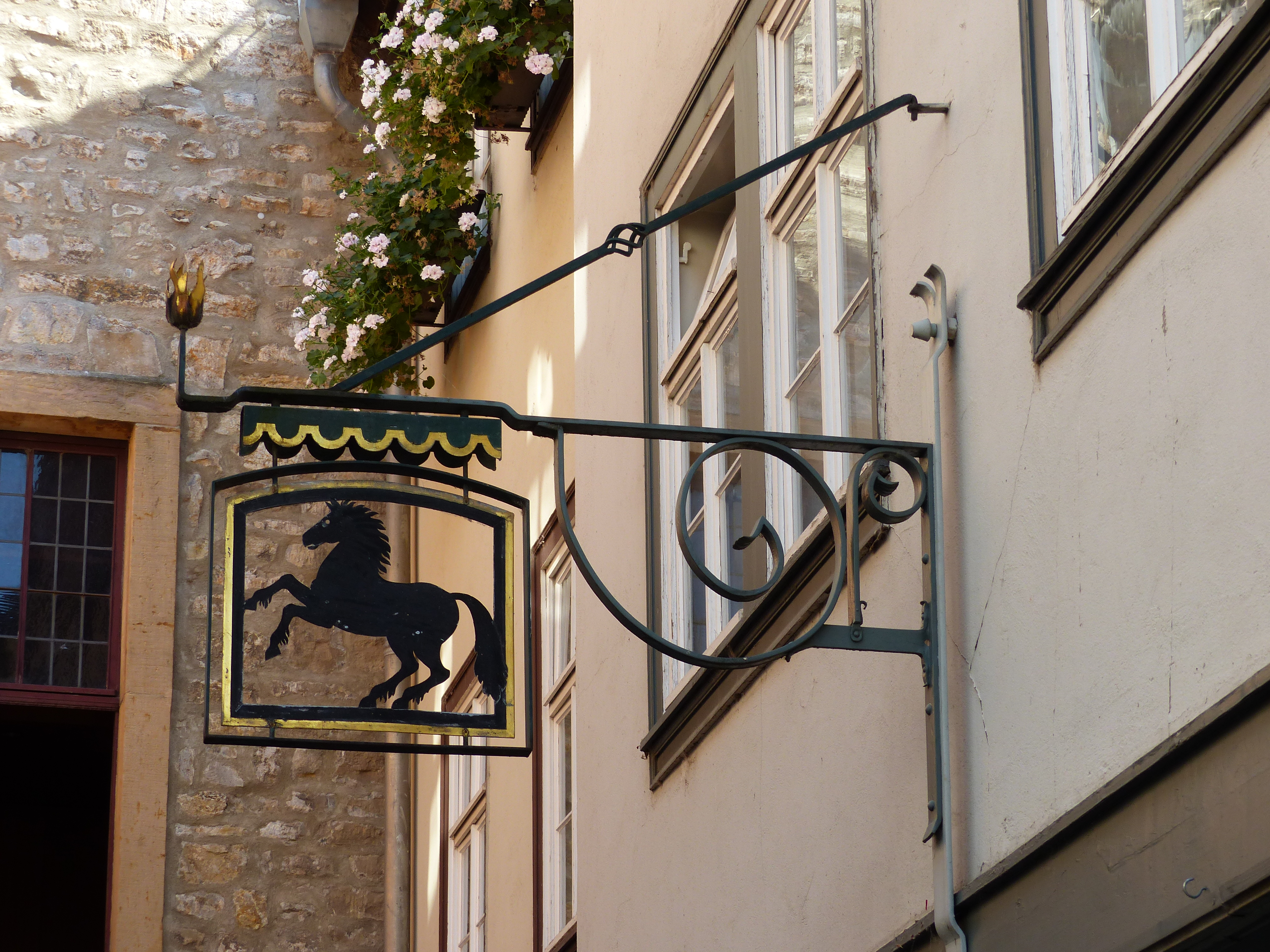
Distintivo de uma casa
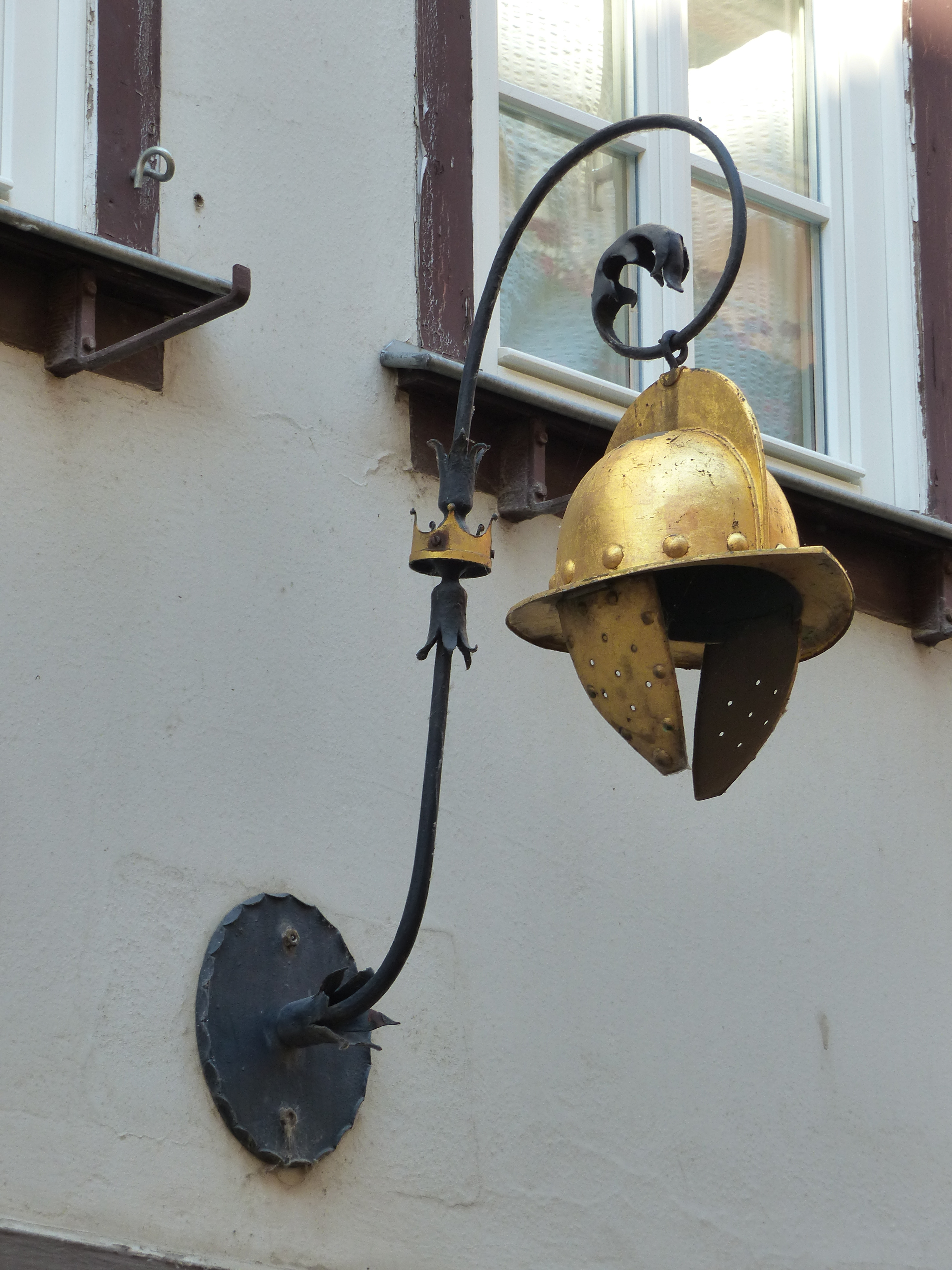
Distintivo de uma casa
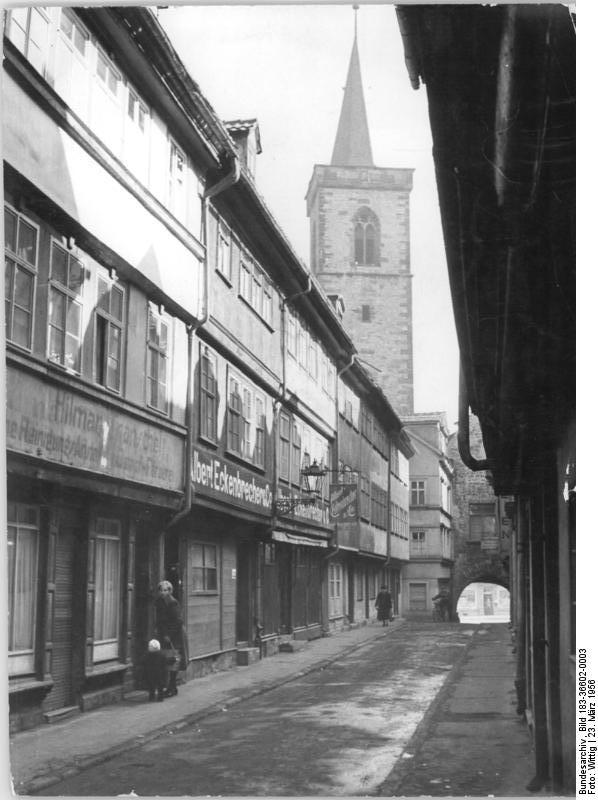
Krämerbrücke ao nível da rua (1956)
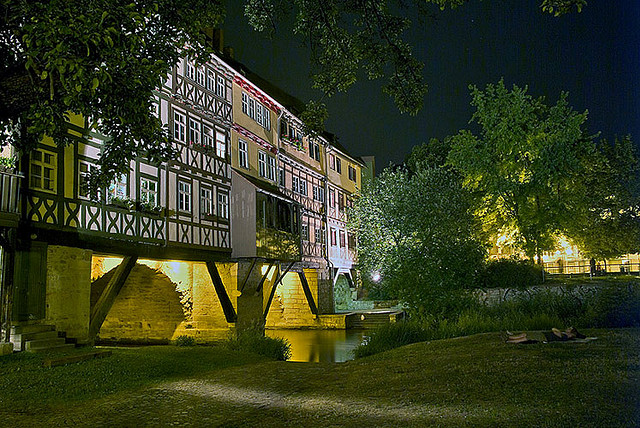
Krämerbrücke à noite